# Hoy (canción de Gloria Estefan)
Hoy es el segundo sencillo lanzado por Gloria Estefan de su décimo álbum de estudio Unwrapped. Este sencillo se convirtió en uno de los sencillos hispanos de mayor éxito jamás lanzado en toda su carrera, siendo todo un éxito en las listas, sobre todo en América Latina. La canción fue número uno en los Estados Unidos en la lista de Billboard Hot Latin Tracks durante cuatro semanas no consecutivas, sino que también encabezó las listas en otros cinco países todos ellos procedentes de América Latina. Se mantiene como uno de los sencillos más exitosos de la historia de Gloria en Argentina en el que estaba en el puesto número uno durante cinco semanas.
La canción y la letra de esta canción fueron escritas por Gian Marco Zignago, compositor y cantante peruano.
Debido al éxito de la canción en la versión en español, la canción se añadió a la lista de canciones en una salsa remix para 2004 el Estefan gira "Live & Unwrapped", aparte de la versión original en Inglés. Ambas canciones fueron incluidas en la lista de canciones. 
Esta canción fue utilizada en la telenovela mexicana Amar otra vez protagonizada por Irán Castillo y Valentino Lanús en la versión transmitida por Univisión, en México se utilizó la canción No es amor de Enrique Iglesias².

## Formatos y listados de la pista
Estados Unidos [Promocional] – CD Sencillo #1 (ESK 56448)
1. Spanish Album Version – [3:27]
2. Salsa Mix – [4:24]
3. Pablo Flores Remix Radio Edit / Pablo Flores Remix – [3:56]
4. Pablo Flores Remix / Pablo Flores Remix Full Mix – [8:10]

 Estados Unidos [Promocional] – CD Sencillo #2 (ESK 57056)
1. Spanish Album Version – [3:27]
2. Wrapped – [3:27]

Europa CD Sencillo (674284 1)
1. Spanish Album Version – [3:27]
2. Wrapped – [3:27]

Europa CD-Extra Maxi Sencillo #1 (674284 2)
1. Spanish Album Version – [3:27]
2. Pablo Flores Remix Full Mix – [8:10]
3. Salsa Mix – [4:24]
4. Tracy Young Club Version – [9:23]
5. Hoy – (Music Video)

Europa CD-Extra Maxi Sencillo #2 (674284 5)
1. Spanish Album Version – [3:27]
2. Flores Remix Full Mix – [8:10] *
3. Salsa Mix – [4:24] +
4. Young Club Version – [9:23] **
5. Wrapped – [3:27]
6. Hoy – (Music Video)

Europa [Promocional] – CD Sencillo (SAMPCS 13210 1)
1. Spanish Album Version – [3:27]
2. Wrapped – [3:27]

 España [Promocional] – CD Sencillo (SAMPCS 13197 1)
1. Spanish Album Version – [3:27]

 México [Promocional] – CD Sencillo (PRCD 98943)
1. Spanish Album Version – [3:27]
2. Wrapped – [3:27]

 Argentina [Promocional] – CD Sencillo (DEP 780)
1. Spanish Album Version – [3:27]
2. Wrapped – [3:27]

## Fecha de lanzamiento
| País           | Fecha                   |
| -------------- | ----------------------- |
| Estados Unidos | 15 de agosto de 2003    |
| Europa         | 8 de septiembre de 2003 |

## Videoclip musical
El videoclip oficial de  Hoy es el mismo de la versión en inglés. Fue filmado en Machu Picchu, Sacsayhuamán, Cusco y otras zonas andinas del Perú; es un videoclip folclórico en que se muestran algunas de las danzas más tradicionales y las costumbres de la nación peruana. El video musical muestra a Estefan como una exploradora en busca de lugares y recordar algunas cosas del pasado como si antes estuviese allí.

## Listas
| Lista (2003/2004)                                 | Posición alta |
| ------------------------------------------------- | ------------- |
| Argentina                                         | 1             |
| Argentina                                         | 7             |
| Argentina                                         | 1             |
| España (Top Downloaded Singles)                   | 1             |
| España                                            | 3             |
| Estados Unidos (Billboard Latin Pop Airplay)      | 2             |
| Estados Unidos (Billboard Hot Latin Tracks)       | 1             |
| Estados Unidos (Billboard Latin Tropical Airplay) | 1             |
| Estados Unidos (Latin Tropical National Airplay)  | 1             |
| Argentina                                         | 4             |
| Colombia                                          | 7             |
| Guatemala                                         | 4             |
| Honduras                                          | 1             |
| Italia                                            | 21            |
| México                                            | 49            |
| Nicaragua                                         | 1             |
| Panamá                                            | 1             |
| Perú (Top 100)                                    | 8             |
| Perú (Top 20 Ballads)                             | 4             |
| Perú (Top 10 Mix)                                 | 10            |

### Sucesión y posicionamiento
| Predecesor: Antes de Obie Bermúdez     | U.S. Billboard Hot Latin Tracks — Sencillo N°. 1 (Primera vuelta) 4 de octubre de 2003 - 17 de octubre de 2003     | Sucesor: Antes de Obie Bermúdez     |
| Predecesor: Te necesito de Luis Miguel | U.S. Billboard Hot Latin Tracks — Sencillo N°. 1 (Segunda vuelta) 1 de noviembre de 2003 - 14 de noviembre de 2003 | Sucesor: Te necesito de Luis Miguel |

| Predecesor: Ríe y llora de Celia Cruz | U.S. Billboard Latin Tropical Airplay — Sencillo N°. 1 (Primera vuelta) 4 de octubre de 2003 - 10 de octubre de 2003   | Sucesor: Ríe y llora de Celia Cruz |
| Predecesor: Ríe y llora de Celia Cruz | U.S. Billboard Latin Tropical Airplay — Sencillo N°. 1 (Segunda vuelta) 25 de octubre de 2003 - 7 de noviembre de 2003 | Sucesor: Antes de Obie Bermúdez    |

## Versiones oficiales

### Versiones originales
- Album version - 3:57

### Remixes
- Salsa Mix - 4:24
- Pablo Flores Remix / Pablo Flores Remix Mix Completo - 8:10
- Pablo Flores Remix Radio Edit / Pablo Flores Remix - 3:56
- Tracy Young Club Version - 9:23